# Castelul Chinon

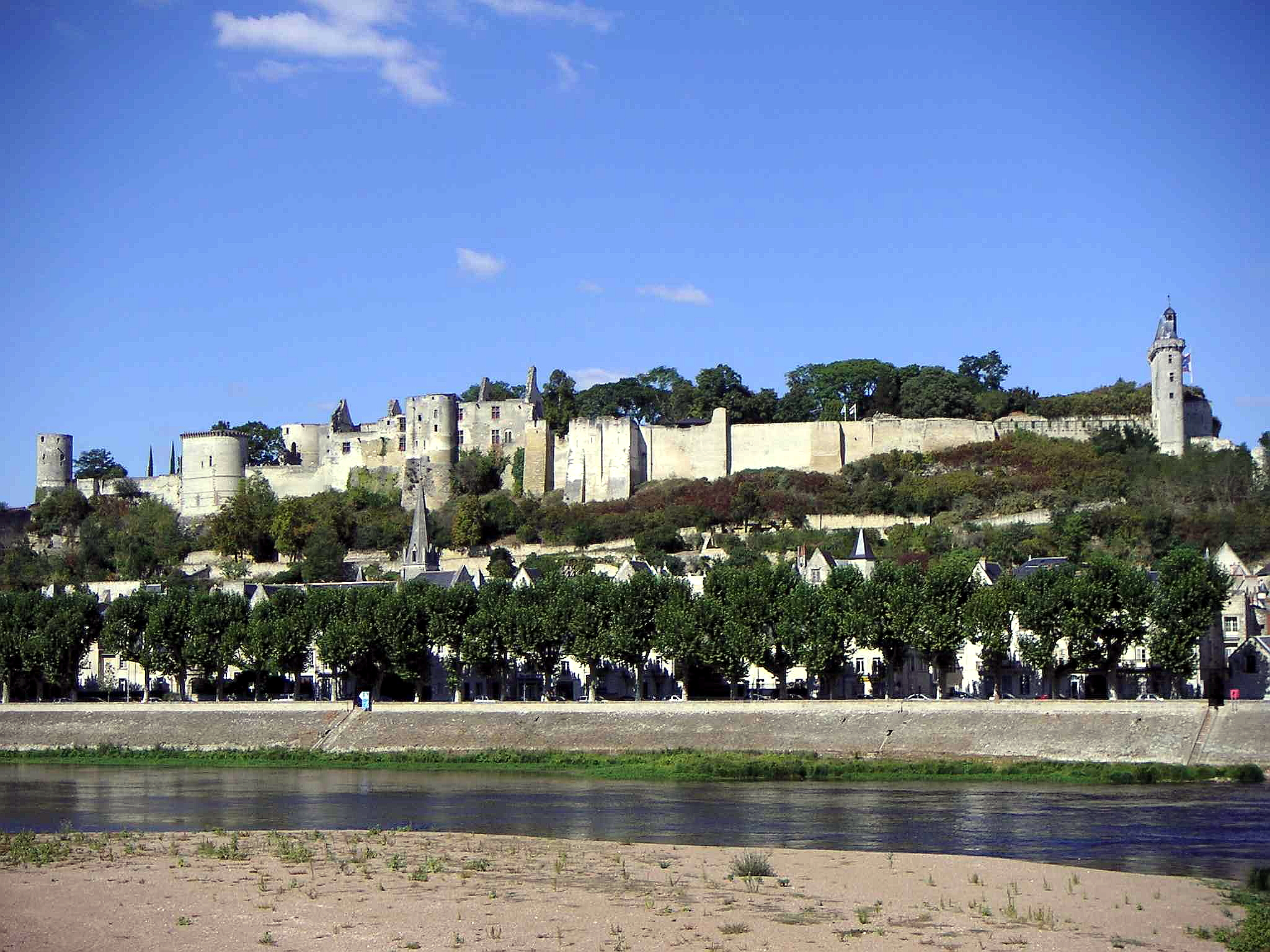
Vederea generală a castelului

Castelul Chinon (în franceză Château de Chinon) face parte din castelele de pe Valea Loarei care i-au găzduit pe regii Franței și se găsește în orașul Chinon. Castelul, care domină râul Vienne, este situat pe ruinele unor fortificații romane, dar aspectul actual este de un castel în ruină, dar și ruinele au frumusețea lor specială, mai ales pentru iubitorii trecutului. Este un loc în care istoria se găsește la ea acasă. Formidabila fortăreață medievală (aproximativ 40 m lungime și 100 m lățime) este opera succesivă a conților de Blois, conților de Anjou și apoi a Plantageneților. În acest castel, regele Carol al VII-lea a întâlnit-o prima dată pe Ioana d'Arc.

## Arhitectură
Castelul Chinon se compune din trei edificii care succedându-se de la vest spre est sunt următoarele:

### Fortul Coudray
Fortul Coudray (în franceză Fort du Coudray) ocupă partea de vest a castelului. Reprezintă partea cea mai veche a castelului Chinon, existând încă din secolul al X-lea.
Are în componență donjonul care ocupă partea estică a construcției. A fost construit în secolul al XIII-lea, sub Philippe Auguste. Are o înalțime de 25 m și un diametru de 12 m. Numără trei etaje dintre care, cele două inferioare sunt boltite. Ioana d'Arc a locuit la primul etaj în timpul sejurului său la Chinon. În acest turn Filip al IV-lea a închis cavalerii Templieri în 1308, înaintea judecății care trebuia să-i condamne la moarte.
Fortul mai conține si încă alte două turnuri de incontă:
- Turnul Morii (în franceză tour du Moulin) care este situat în unghiul sud-estic al edificiului. Are o înalțime de 20 m și un diametru de 8 m. Originea acestuia s-ar atribui în epoca lui Henric al II-lea al Angliei. A fost bine protejat de mai multe linii de apărare, și care ajutat de poziția sa, a fost aproape inexpugnabil.
- Turnul Boisy (tour de Boisy) situat în unghiul sud-estic al fortului domină orașul. La început s-a numit Turnul Beffroi. Este un turn rectangular, de 30 m înălțime și comunica cu donjonul.

### Castelul din Mijloc
Castelul din Mijloc (în franceză Château du Milieu) era legat de celelalte corpuri prin poduri mobile. Adăpostea locuițele regale, construite între secolele XII și XV, dar din care nu ne-a mai rămas decât aripa sudică. În nord se găsea capela Sainte Melaine, construită în secolul al X-lea, de către călugării Abației Bourgueil.
Accesul spre castelul din mijloc se face prin Turnul Orologiului (franceză tour de l'Horloge), turn construit în secolul al XIII-lea. Curtina nordică este formată din trei turnuri:
- Turnul Argenton, a fost construit la sfârsitul secolului al XV-lea de către Philippe de Commynes, senior de Argenton. A servit ca închisoare. Aici au fost folosite celebrele cuști ale lui Ludovic al XI-lea.
- Turnul Câinilor (franceză Tour des Chiens), a fost construit în epoca lui Philippe Auguste, la începutul secolului al XIII-lea, și a servit ca adăpost haitelor regale de câini de vânătoare. Are o înalțime de 23 m și în total 3 etaje.
- Turnul Échauguette, permitea controlul zidurilor de incintă din nordul și estul castelului.

### Fortul Saint-Georges
Fortul Saint-Georges a fost construit pentru a proteja latura estică a donjonului. Este separat de restul castelului printr-un șanț. Este prima dintre cele trei părți pe care vizitatorul o poate vedea la intrarea în citadelă.

## Galerie de imagini

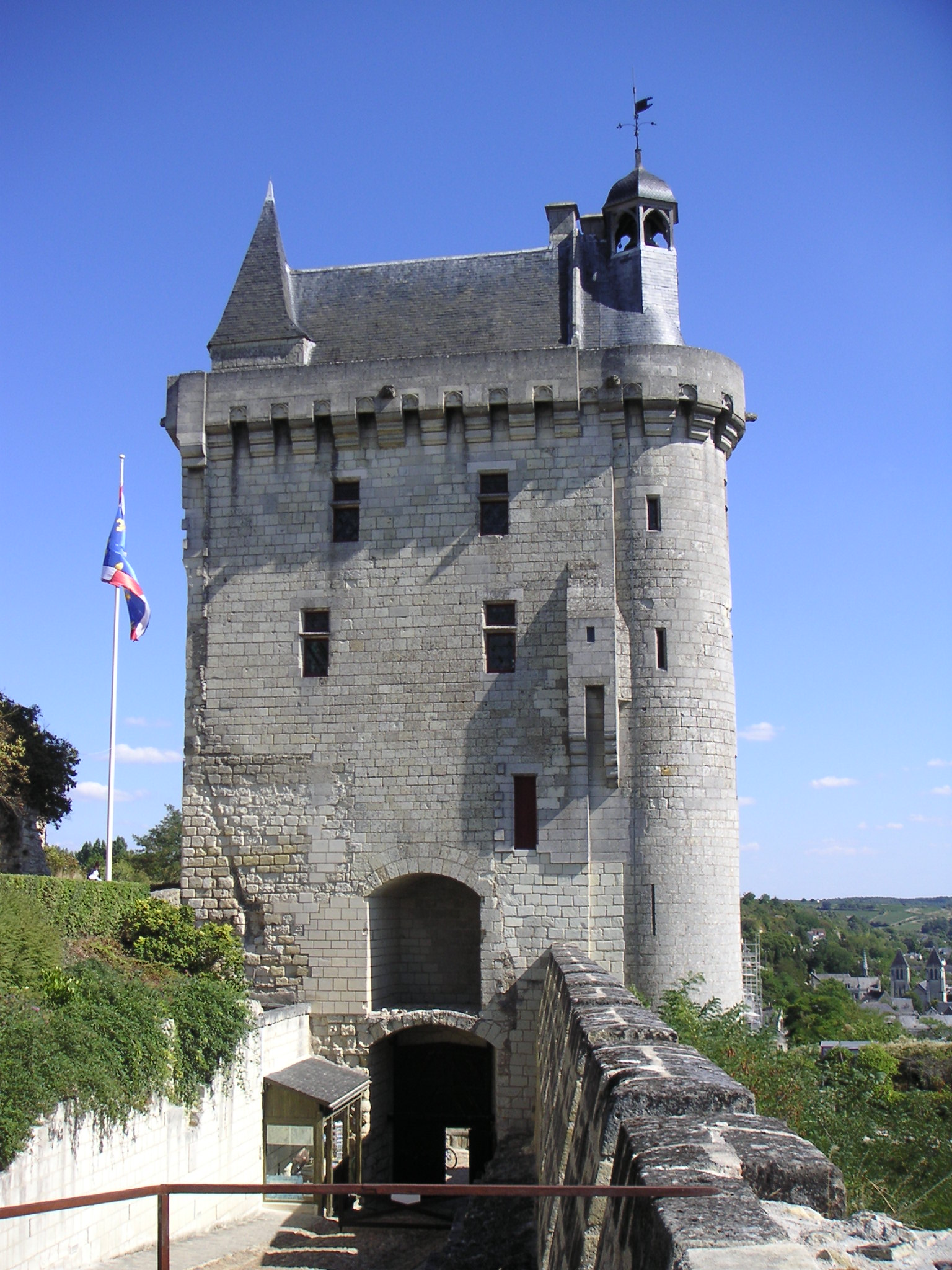
Turnul Orologiului
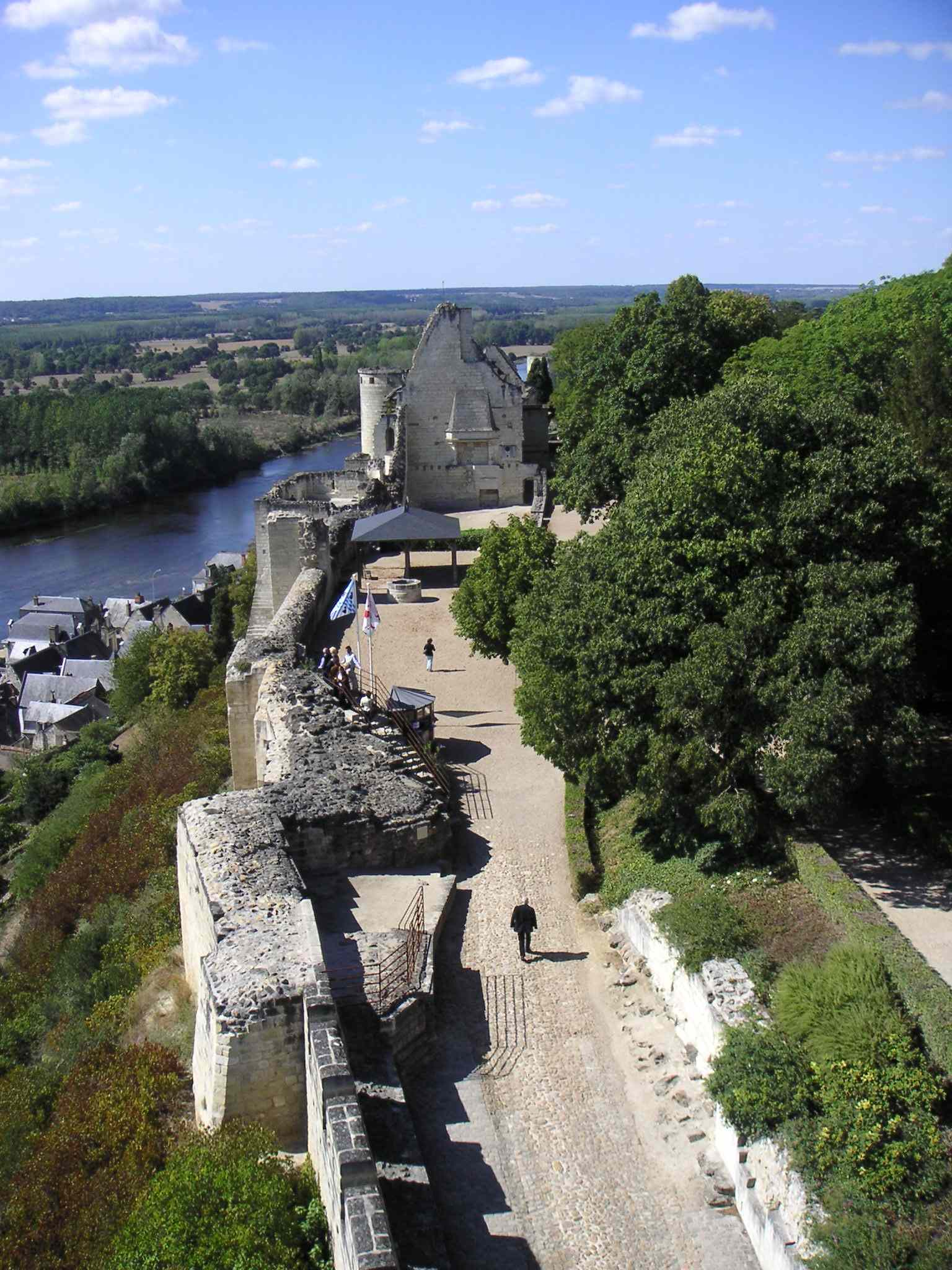
Locuinţele regale văzute din Turnul Orologiului
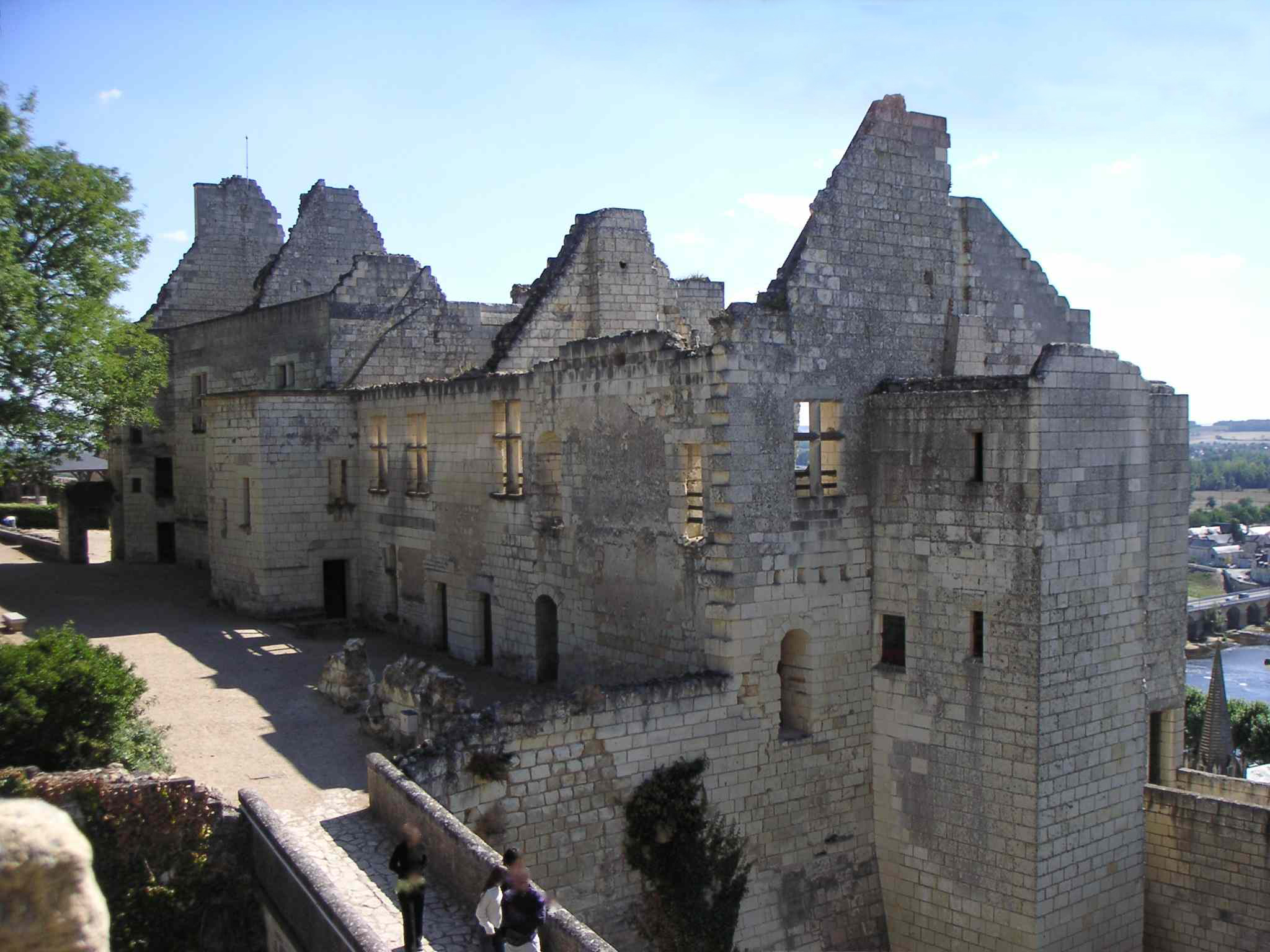
Locuinţele regale
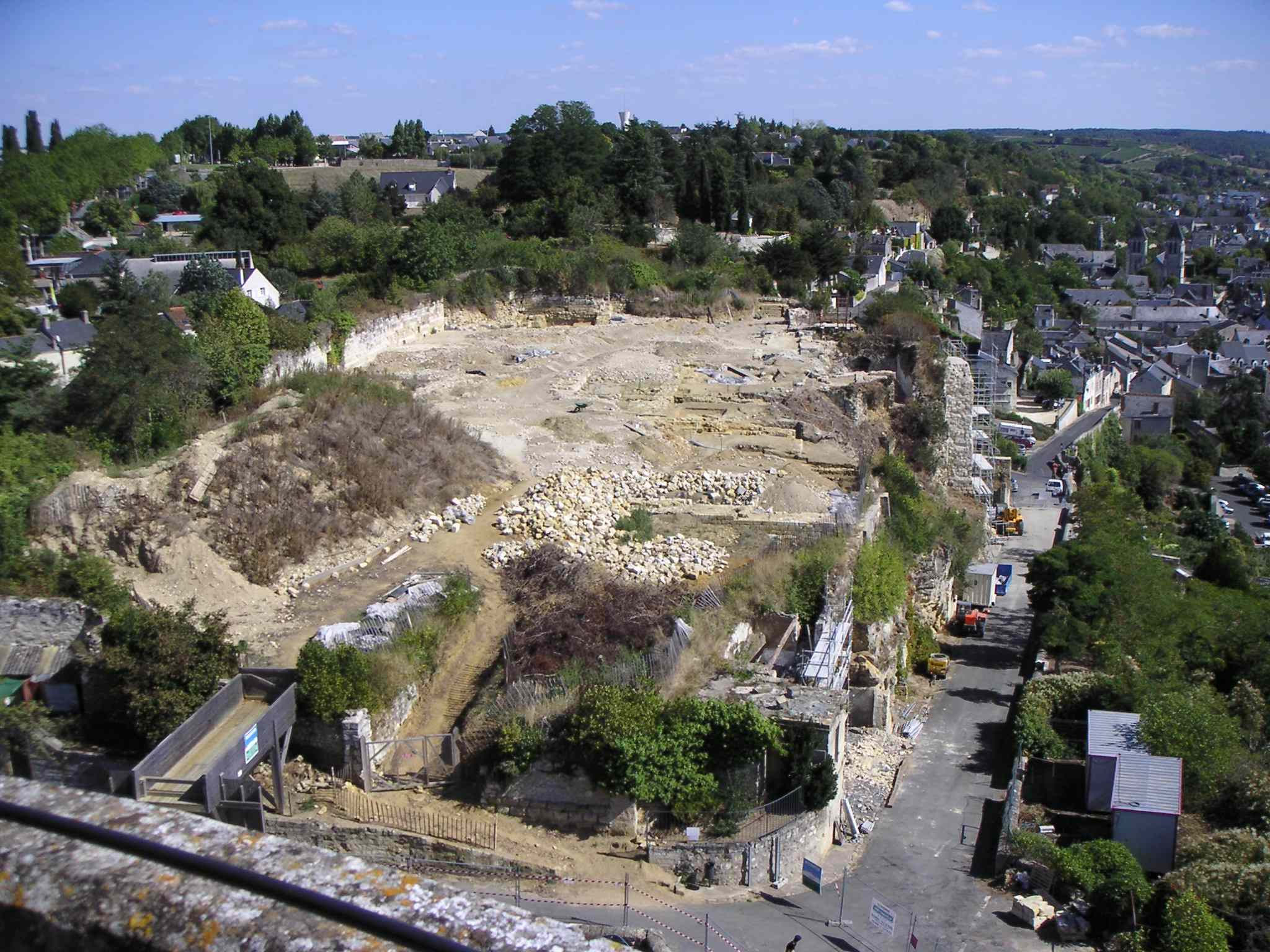
Fortul Saint-Georges
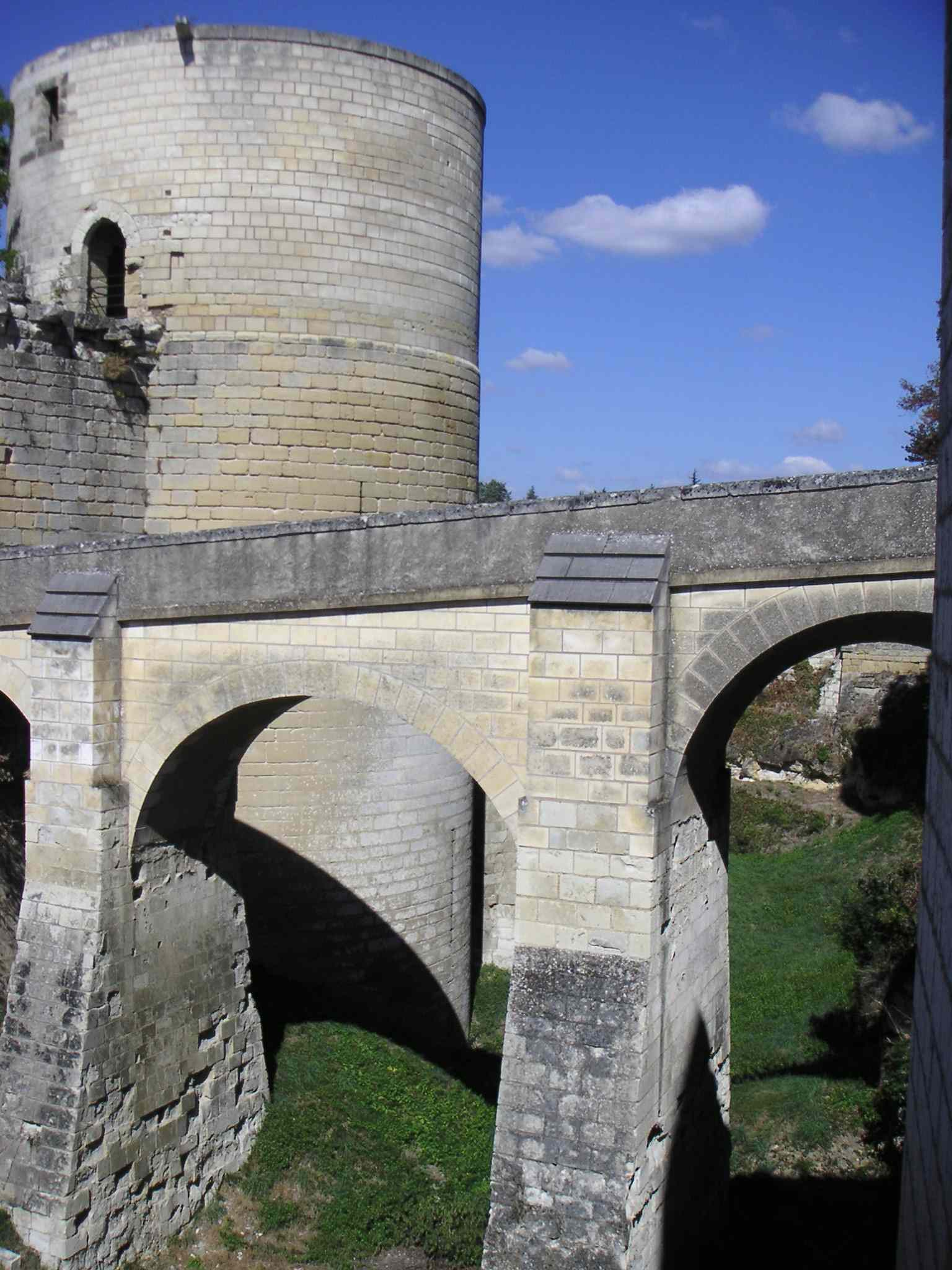
Turnul Coudray

## Legături externe
- Article et photos sur le château de Chinon
- Article sur le château
- Article sur l'histoire du château Arhivat în 21 iulie 2004, la Wayback Machine.
- Article sur le château Arhivat în 8 iulie 2012, la Wayback Machine.